# スズキ・バンディット400
バンディット400（Bandit400）は、スズキが販売していた排気量400ccクラスのオートバイのシリーズ車種。
車名のバンディットとは「山賊」や「無頼漢」などを表す語。

## 概要
バンディット400は、ネイキッドバイクの新しいシリーズ車種として1989年に発売された。下位機種のバンディット250と共通の車体構成を持ち、鋼管丸パイプを強調したダイヤモンド構造のフレームに4ストローク水冷4気筒エンジンを搭載する。純正仕様でセパレートハンドルとバーハンドルをユーザーの好みで選ぶことができるのもセールスポイントであった。セパレートハンドルとの干渉を避けるタンクのえぐりは全車に共通。1995年フルモデルチェンジを受けたが、2000年の生産終了まで通算10年以上発売されロングセラー車種となった。
車名と型番の記号「V」は可変バルブタイミング機構を持つ「VCエンジン」を搭載するモデルを表す。
VCエンジンは、ロッカーアーム上の中低速用のローカムと高速用のハイカムとを、エンジン回転数に応じて油圧で切り替えるシステムを採用。第1世代モデルのVCエンジンでは切り替えを吸気・排気双方について行っていたが、第2世代モデルでは吸気側のみに変更された。このためカムの切り替えに伴う加速フィールは、第1世代モデルのほうがよりアグレッシブな味付けとなっている。また切り替え機構の作動音も第1世代モデルのほうが大きい。
第2世代モデルにしかVCの設定がなった下位機種の250ccモデルとは異なり、バンディット400では第1世代・第2世代ともにVCエンジン搭載モデルが存在する。
VCエンジン搭載モデルと非VCエンジン搭載モデルとでは、車体色以外の基本的な車体構成は共通であるものの、VCエンジンはエンジンヘッドカバーが赤色で塗装されているため容易に判別が出来る。同様にディスクブレーキのインナーローター（ディスクローターの内側）も赤色で塗装されており、金色で塗装された特別仕様のLimited Vを除き、VZまで共通の仕様となっている。
第1世代モデルGK75A系の特徴としては、モノショック式スイングアームがスチール製でありフレームと同色で塗装されている点が挙げられる。
またハーフタイプのロケットカウルを装備したクラシカルな「Limited」（型番は「Z」）がラインアップされていた。中でも最初に登場したバンディット400リミテッドは、「スズキ創立70周年記念仕様車」として発売された事もあり、ツートーンのグラフィックカラーとボディ別色のフレーム塗装に専用のホイールカラーを用意するなど、多彩なラインアップの中でも特に凝った仕様であった。また、VCエンジン搭載型のリミテッドも発売された一方、250ccモデルに関しては、マイナーチェンジにより単色塗装のシンプルな仕様に変更された他、VCエンジン搭載モデルは設定されなかった。
第2世代モデルGK7AA系の特徴としては、先代車種からほぼ全ての外装を変更し、スイングアームなどがアルミ製になっており、従来より10kgほど軽量化された。また、シート下のスペースが設けられたことによりユーザビリティも向上している。VCエンジン搭載モデルについては可変バルブタイミング機構の仕様が変更された。
シリーズ末期の1997年からは、ビキニカウル（メーターバイザー）を装備した「VZ」（型番は「VZ」）がラインアップされていた（VCエンジン搭載モデルのみとなる）。なおハーフカウル仕様のリミテッドは発売されなかった。

## GK75A系モデル一覧
※以下の一覧における型式の「前期」「中期」「後期」は、マイナーチェンジによる仕様の変遷を示すための便宜上の呼称であり、メーカー公式の区分ではない。

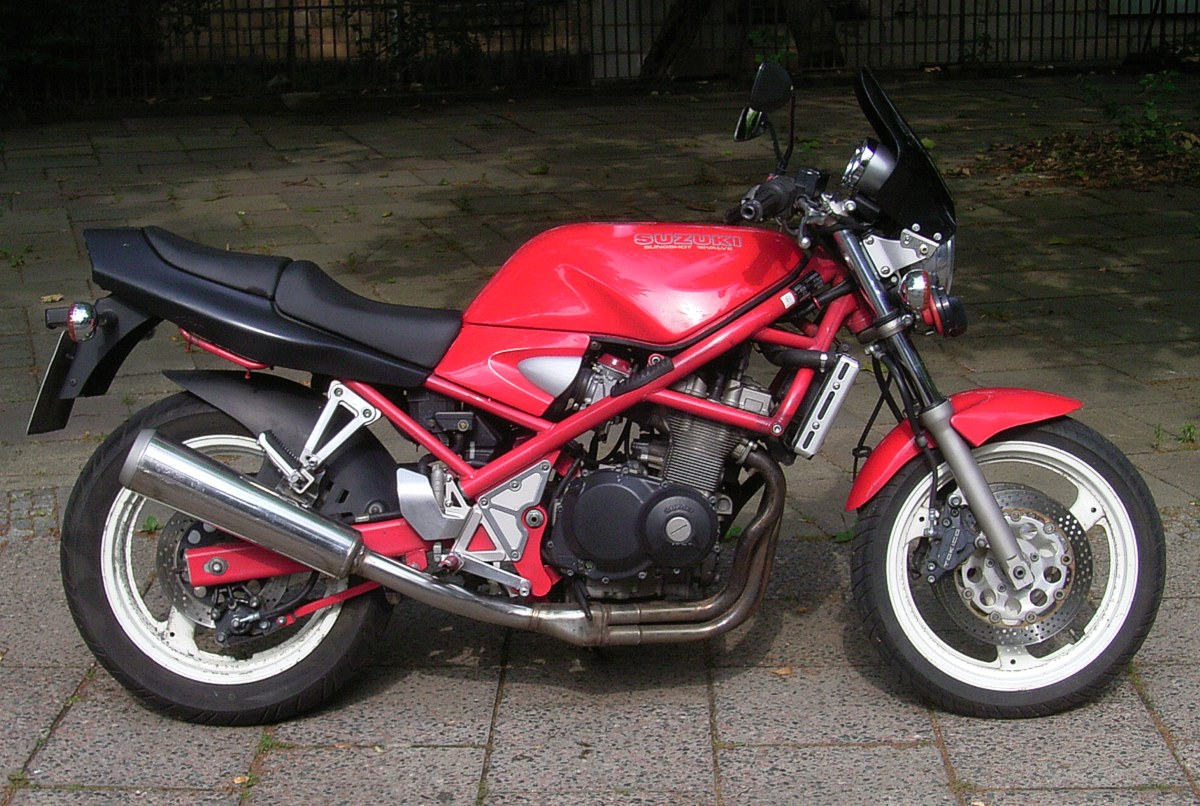
SUZUKI Bandit400 (GK75A)
1991年式 ※カスタム車両

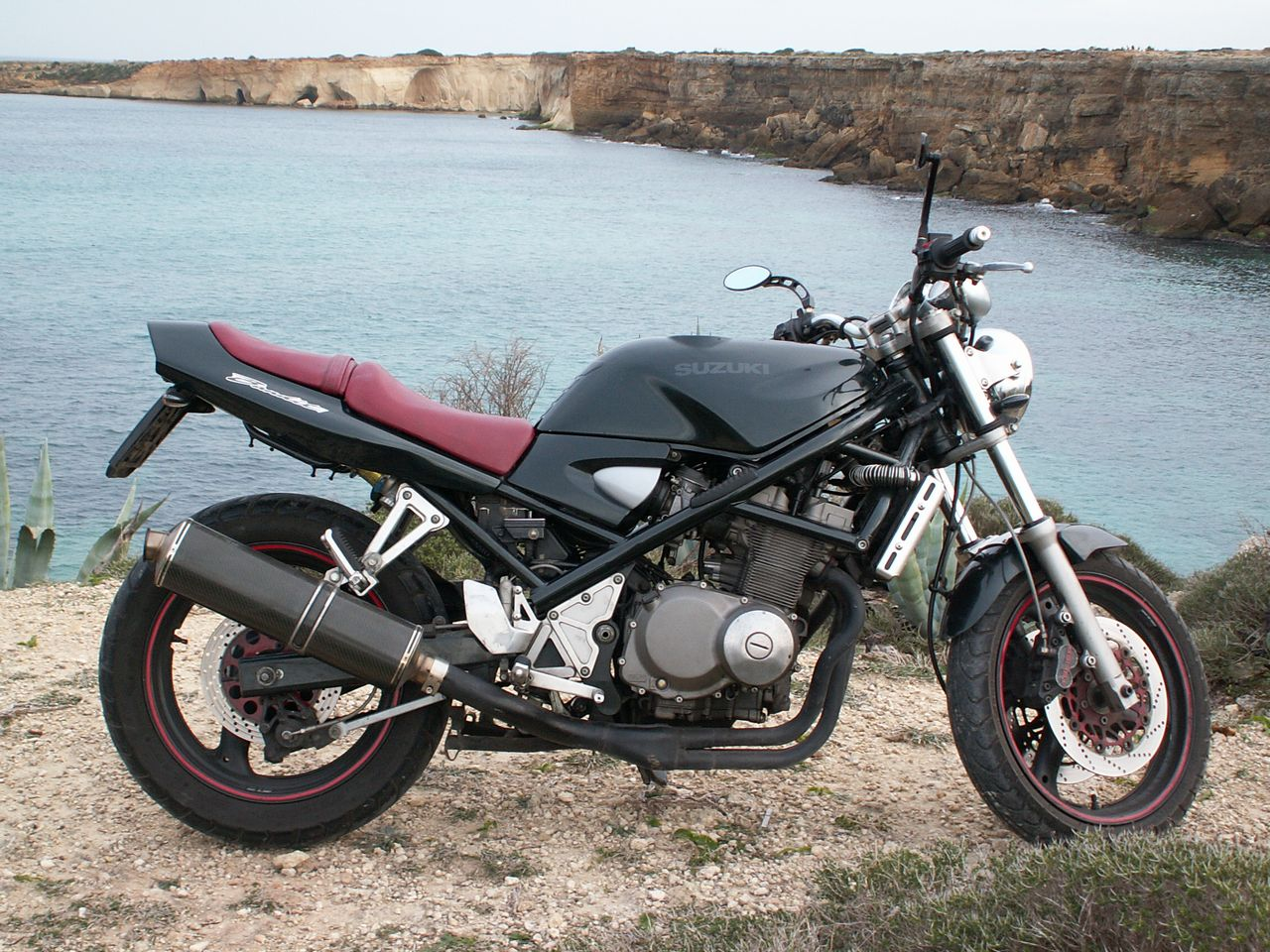
SUZUKI Bandit400 (GK75A)
1992年式 ※カスタム車両

### バンディット400 (セパレートハンドル仕様)
- バンディット400（GSF400K型）
  - 1989年6月発売。GK75A前期、59ps仕様。セパレートハンドル仕様車。
  - 車体カラーは全3種。下記※印はフレームがボディと別色塗装。全車ともホイールは白色。
    - █ ブラック (019)
    - █ マーブルピュアーレッド (07P)
    - ██ プロシアブルーメタリック (24V) × トラディショナルシルバーメタリック (0FP) ※

- バンディット400（GSF400P型）
  - 1992年11月発売。GK75A中期、53ps仕様。セパレートハンドル仕様車。
  - 車体カラーは全3種。フレームはボディと同色塗装。全車ともホイールは銀色。
    - █ ブラック (019)
    - █ ルージュレッド (1TY)
    - █ トライアルグリーンメタリック (0WP)

### バンディット400 (パイプハンドル仕様)
- バンディット400（GSF400NK型）
  - 1990年6月発売。GK75A前期、59ps仕様。パイプハンドル仕様車（アップポジションのバーハンドル）。
  - 車体カラーは1種のみ。フレームはボディと同色塗装。ホイールは金色。
    - █ ブラック (019)

- バンディット400（GSF400NP型）
  - 1992年11月発売。GK75A中期、53ps仕様。コンチネンタルハンドル仕様車（ローポジションのバーハンドル）。
  - 車体カラーは全2種。フレームはボディと同色塗装。全車ともホイールは銀色。
    - █ ブラック (019)
    - █ キャンディスターリットブルーメタリック (34R)

### バンディット400リミテッド
- バンディット400 LIMITED（GSF400Z型）
  - 1990年11月発売。GK75A前期、59ps仕様。ハーフタイプのロケットカウルを装備。ハンドルはセパレートタイプ。
  - 車体カラーは全2種。ベースカラーとトリムカラーのツートーンで、フレーム色がそれぞれボディとは異なる別色塗装。ホイールは黒色。
    - ███ ブラック (019) × マルーン (G98) × ブライトシルバーメタリック (13L)
    - ███ トラディショナルシルバーメタリック (0FP) × ブルーメタリック (H72) × キャンディースターリットブルーメタリック (34R)

### バンディット400V

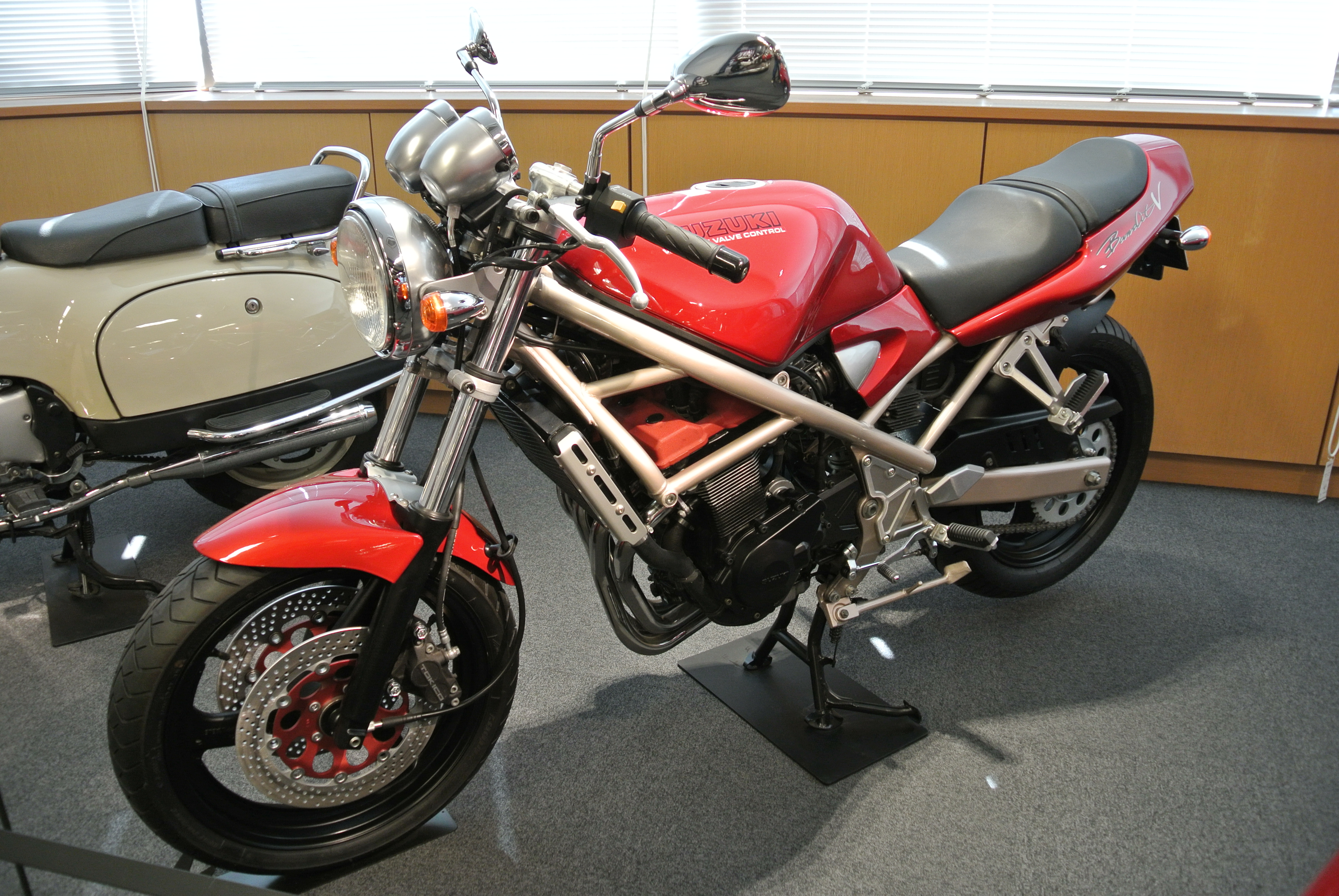
SUZUKI Bandit400V (GK75A)
1991年式[https://www.suzuki-rekishikan.jp/facility/lightbox/challenge.html

- バンディット400V（GSF400VM型）
  - 1991年6月発売。GK75A前期、59ps仕様。VCエンジン搭載。セパレートハンドル仕様車。
  - 車体カラーは全2種。下記※印はフレームがボディと別色塗装。全車ともホイールは黒色。
    - █ パールノベルティブラック (33J)
    - ██ キャンディアンタレスレッド (19A) × ブラウン (25T) ※

- バンディット400V（GSF400VP型）
  - 1992年10月発売。GK75A中期、53ps仕様。VCエンジン搭載。セパレートハンドル仕様車。
  - 車体カラーは全3種。下記※印はフレームがボディと別色塗装。全車ともホイールは黒色。
    - █ ブラック (019)
    - ██ パールノベルティブラック (33J) × ブライトシルバーメタリック (13L) ※
    - ██ キャンディアンタレスレッド (19A) × ブラウン (25T) ※

- バンディット400V（GSF400VR型）
  - 1993年11月発売。GK75A後期、53ps仕様。VCエンジン搭載。セパレートハンドル仕様車。
  - 車体カラーは全2種。フレームはボディと別色塗装（黒はボディとフレームの色味が異なっている）。全車ともホイールは黒色。
    - ██ パールノベルティブラック (33J) × ブラック (019)
    - ██ キャンディアンタレスレッド (19A) × ブラック (019)

### バンディット400リミテッドV
- バンディット400 LIMITED V（GSF400VZM型）
  - 1991年8月発売。GK75A前期、59ps仕様。VCエンジン搭載。ハーフタイプのロケットカウルを装備。ハンドルはセパレートタイプ。
  - 車体カラーは1種のみ。ベースカラーとトリムカラーのツートーンで、フレーム色がボディとは異なる別色塗装。ホイールは黒色。
    - ███ ブラック (019) × マルーン (G98) × ブライトシルバーメタリック (13L)
- バンディット400 LIMITED V（GSF400VZP型）：GK75A中期53ps：1993年3月発売。VCエンジン搭載。ハーフタイプのロケットカウルを装備。ハンドルはセパレートタイプ。
  - 車体カラーは1種のみ。ベースカラーとトリムカラーのツートーンで、フレーム色がボディとは異なる別色塗装。ホイールは黒色。
    - ███ ブラック (019) × マルーン (G98) × ブライトシルバーメタリック (13L)

## GK7AA系モデル一覧
※以下の一覧における型式の「前期」「中期」「後期」は、マイナーチェンジによる仕様の変遷を示すための便宜上の呼称であり、メーカー公式の区分ではない。

### バンディット400 (GK7AA)
- バンディット400（GSF400S型）
  - 1995年1月発売。GK7AA前期、53ps仕様。ハンドルはセパレートタイプ。
  - 車体カラーは全4種。フレームはボディと同色塗装。
    - █ パールノベルティブラック (33J)
    - █ マーブルイタリアンレッド (28V)
    - █ ディープパープルメタリック (IHU)
    - █ キャンディーアカデミーマルーン (22U)

### バンディット400V (GK7AA)
- バンディット400V（GSF400VS型）
  - 1995年1月発売。GK7AA前期、53ps仕様。VCエンジン搭載。ハンドルはセパレートタイプ。
  - 車体カラーは全3種。フレームはボディと同色塗装。
    - █ パールノベルティブラック (33J)
    - █ マーブルイタリアンレッド (28V)
    - █ ディープパープルメタリック (IHU)

- バンディット400V（GSF400VS型）
  - 1996年2月発売。GK7AA中期、53ps仕様。VCエンジン搭載。ハンドルはセパレートタイプ。
  - 車体カラーは全3種。フレームはボディと同色塗装。
    - █ パールノベルティブラック (33J)
    - █ キャンディアンタレスレッド (19A)
    - █ マーブルイタリアンレッド (28V)

- バンディット400V（GSF400V-V型）
  - 1997年2月発売。GK7AA後期、53ps仕様。VCエンジン搭載。ハンドルはセパレートタイプ。
  - 車体カラーは全3種。フレームはボディと同色塗装。
    - █ パールノベルティブラック (33J)
    - █ フラッシュシルバーメタリック (2YD)
    - █ マーブルイタリアンレッド (28V)

### バンディット400VZ (GK7AA)
- バンディット400VZ（GSF400VZ-V型）
  - 1997年2月発売。GK7AA後期、53ps仕様。VCエンジン搭載。ビキニカウル（メーターバイザー）を装備。ハンドルはセパレートタイプ。
  - 車体カラーは全4種。
  - 下記※印はフレームが「パールノベルティブラック」 (33J) （黒地に橙のツートーンであるため実質的にボディ同色塗装）。無印はフレームがボディと同色塗装。
    - █ パールノベルティブラック (33J)
    - █ フラッシュシルバーメタリック (2YD)
    - █ マーブルイタリアンレッド (28V)
    - ██ マーブルアステカオレンジ (Z94) × パールノベルティブラック (33J) ※